# Noua Romă
Termenul „Noua Romă” a fost folosit:
- în cazul orașului Constantinopol, fondat de împăratul Constantin I „cel Mare”  în 324 (cunoscut până la acea dată ca „Byzantium”, cunoscut cu numele contemporan Istanbul). Nu există nicio dovadă care să ateste folosirea denumirii de „Noua Romă” pentru oraș în timpurile lui Constantin[1]. Termenul „Noua Romă” este atestat documentar pentru prima oară cu ocazia Primului Conciliu de la Constantinopol (381). Cu această ocazie s-a decis ca relativ tânăra biserica ortodoxă constantinopolitană să aibă întâietate față de bisericile din Alexandria și Antiohia, datorită faptului că prima este „Noua Romă”. Chiar și după aceasta, termenul nu a fost folosit în mod oficial de autoritățile civile, spre deosebire de cele bisericești.
- pentru a sublinia legăturile sau, din potrivă, lipsa acestora, cu „vechea” Romă, funcție de context. Este utilizată în special de Biserica Ortodoxă Greacă pentru sublinierea prestigiului egal al Constantinopolului și al Romei.
- în cazul orașului Moscova, care a fost considerată o „a treia Romă” încă din timpul primilor țari. La doar câteva decenii de la cucerirea Constantinopolului de către sultanul Mehmed al II-lea al Imperiului Otoman (29 mai 1453), Moscova a fost numită pentru prima oară „a treia Romă”, sau „Noua Romă”. Primul țar care a ridicat pretenții cu privire la moștenirea defunctului Imperiul Roman de Răsărit a fost marele cneaz Ivan al III-lea, care era căsătorit cu, Sofia Palaiologhina,  nepoata ultimului împărat bizantin, Constantin al XI-lea Paleologul. Ideea a apărut pentru prima oară în scrisoarea-panegiric compusă în 1510 de călugărul Filofei din Pskov, destinată marelui cneaz Vasili al III-lea, în care scria: „Două Rome au căzut. A treia rezistă. Și nu va mai exista o a patra. Niciuna nu va lua locul țaratului nostru creștin”.[2]
- în cazul orașului Veliko Târnovo, capitala Bulgariei din secolul al XIV-lea și-a arogat pentru o vreme calitatea de „A treia Romă” date fiind slăbiciunea accentuată a Imperiului Bizantin și influența culturală mare a bisericii ortodoxe bulgare în Balcani și în rândul popoarelor slave.
- în cazul Parisului, orașul a fost proclamat în diferite momente ale istoriei „Nouvelle Rome”. Dacă pentru prima dată s-a vorbit despre Paris ca despre Noua Romă în timpul domniei regelui Filip al IV-lea cel Frumos (1268-1314), s-a pus accentul pentru identitatea între capitala Franței și cea a Imperiului Roman în special în timpul lui  Ludovic al XIV-lea, când Franța a dominat cea mai mare parte a Europei Occidentale, iar capitala regatului a avut parte de o creștere uriașă a populației, bogăției și podoabelor arhitectonice. În timpurile moderne, Parisul și-a meritat supranumele de Noua Romă odată cu numirea de către Napoleon al III-lea a baronului Haussmann ca arhitect șef al orașului.
- în contextul Reformei protestante, denumirea a căpătat un sens peiorativ, prin care erau caracterizate națiunile sau orașele care erau considerate lacome, imorale sau corupte. Se pare că sensul peiorativ a fost generat de propaganda puternică anti catolică (și anti romană), în care orașul Roma, în care se afla scaunul papal, era văzut ca un centru nu doar al catolicismului, dar și al tuturor viciilor și fărădelegilor clerului.
- în cazul Romei din timpul dictatorului Benito Mussolini, Terza Roma[3] denumirea viza planul liderului fascist pentru extinderea capitalei spre Ostia și mare. Expoziția Universală de la Roma a fost primul pas făcut în această direcție.
- în zilele noastre, termenul „Noua Romă” este folosit pentru a caracteriza imoralitatea politică a marilor puteri, considerate imperialiste prin definiție. (De exemplu, Osama bin Laden, a descris SUA ca fiind „Noul Babilon”, cu un sens apropiat de cel descris mai înainte).